# Repulse (Schiff, 1894)
Die Repulse, auch HMS Repulse, war ein Schlachtschiff (Einheitslinienschiff) der Royal-Sovereign-Klasse, das in den 1890er-Jahren für die Royal Navy gebaut wurde.

## Geschichte
Die Repulse wurde am 1. Januar 1890 in Pembroke Dock auf Kiel gelegt, am 27. Februar 1892 vom Stapel gelassen und im April 1894 fertiggestellt. Die Baukosten betrugen 915.302 Pfund Sterling. Am 25. April wurde das Schiff für den Einsatz im Kanalgeschwader in Dienst gestellt. Im August 1894 nahm sie an den alljährlichen Manövern an der irischen Küste und dem Atlantik teil. Vom 19. bis zum 24. Juni war sie mit einem britischen Geschwader bei der feierlichen Eröffnung des Nord-Ostsee-Kanals (damals noch Kaiser-Wilhelm-Kanal) in Kiel anwesend. Im Juli 1896 nahm sie erneut an den jährlichen Manövern in der Keltischen See und im Kanal von Bristol teil. Am 26. Juni 1897 nahm sie an der Flottenschau anlässlich des Diamantenen Thronjubiläums von Queen Victoria in Spithead teil und im Juli folgten die jährlichen Manöver vor der irischen Küste. Das Gleiche wiederholte sich im Juli 1899 und 1900.
Am 4. Februar 1900 wurde sie beim Verlassen von Sheerness durch eine starke Flut in einen im Fahrwasser verankerten Lastkahn getrieben. Am 27. Oktober 1901 lief das Schiff beim Schleppen an seinen Ankerplatz auf Grund, konnte aber nach zwei Stunden unbeschädigt geborgen werden. Im April 1902 wurde die Repulse der Mittelmeerflotte zugewiesen. Am 5. April verließ sie England und erreichte zwei Wochen später Malta. Zwischen dem 29. September und dem 6. Oktober 1902 beteiligte sie sich an gemeinsamen Manövern der Mittelmeerflotte, der Kanalflotte und des Kreuzergeschwaders vor Kephalonia und Morea. Am 29. November 1903 kehrte sie in die Heimat zurück und erreichte am 10. Dezember 1903 Plymouth. Am 5. Februar 1904 wurde sie in Chatham für eine umfassende Überholung abgemustert.
Nach dem Abschluss der Arbeiten wurde das Schiff am 3. Januar 1905 der Reserve in Chatham zugewiesen. Im Juli nahm das Schiff am Manöver der Reserveflotte teil. Am 27. November 1906 wechselte die Mannschaft zur Irresistible und die Repulse erhielt eine neue Rumpfmannschaft. Am 25. Februar 1907 verließ das Schiff Chatham mit Kurs in Richtung Devonport, wo es als Schiff für Spezialdienste eingesetzt wurde. Am 2. August wurde sie von der Majestic ersetzt und begab sich im Dezember nach Portsmouth. Dort wurde sie im Februar 1911 endgültig ausgemustert und am 11. Juli 1911 für 33.500 Pfund an T.W. Ward zum Abwracken verkauft.

## Technik

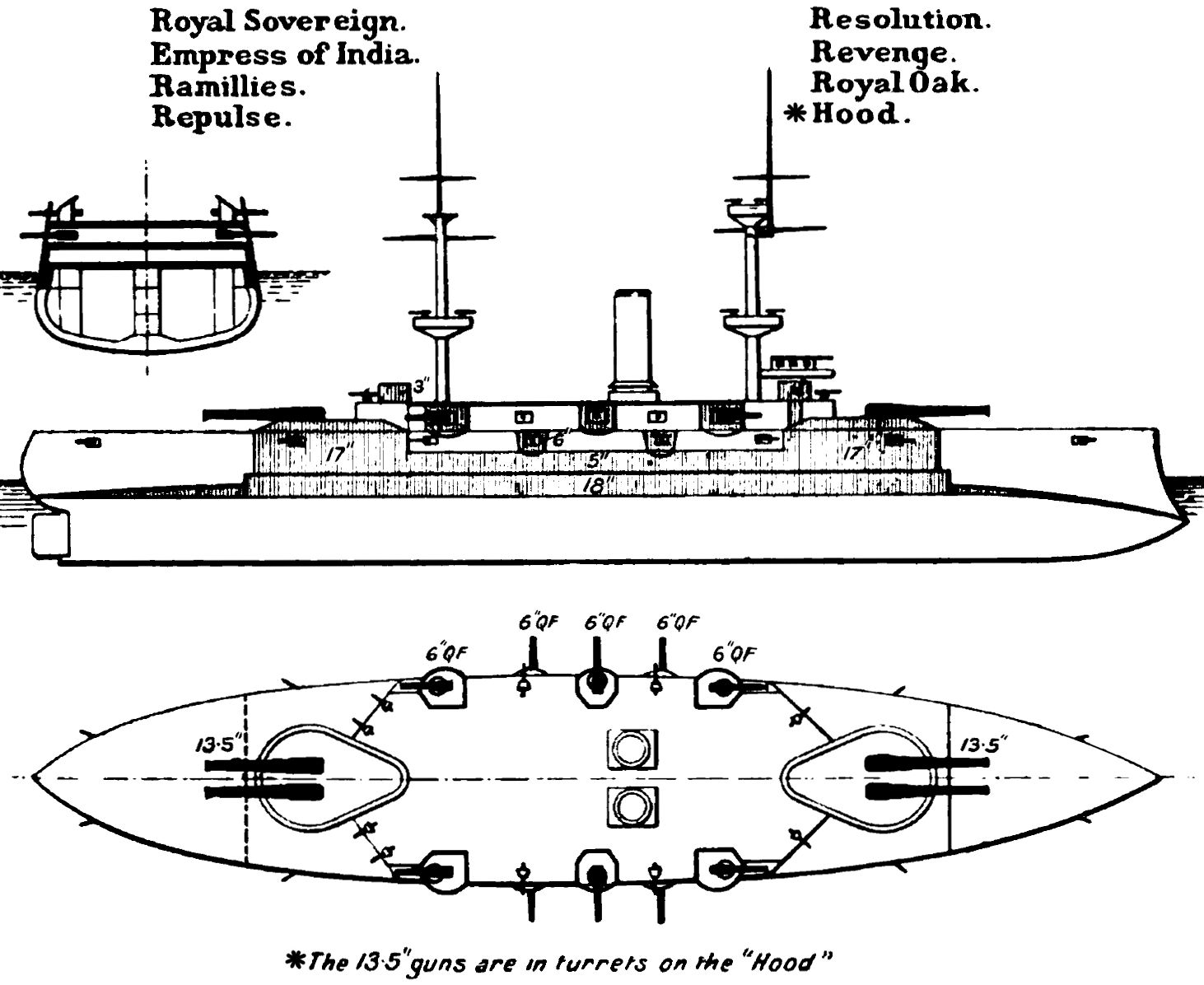
Royal-Sovereign-Klasse aus Brassey’s Marine-Jahrbuch 1906

Das Schiff hatte eine Gesamtlänge von 125 m, eine Länge zwischen den Loten von 115,80 m, eine Breite von 22,90 m und einen Tiefgang von 8,40 m. Die Verdrängung lag zwischen 14.490 t und 15.098 t. Ihre Besatzung bestand aus 670 Offizieren und Mannschaften.

### Antrieb
Die Repulse war mit zwei 3-Zylinder-Verbunddampfmaschinen von Humphrys & Tennant ausgestattet, die jeweils eine Welle antrieben und insgesamt 9.000 Shp (6.619 kW) entwickelten, mit der sie eine Höchstgeschwindigkeit von 16 Knoten (30 km/h) erreichte. Der Dampf wurde von acht Zylinderkesseln geliefert. Das Schiff konnte maximal 1.513 t Kohle mitführen, was ihm bei 10 Knoten (19 km/h) eine Reichweite von 4.720 Seemeilen (8.740 km) ermöglichte. Durch Zwangsbelüftung (forced draft) erhöhte sich die Leistung auf 11.000 Shp (8.200 kW) und die Höchstgeschwindigkeit auf 17,5 Knoten (32,4 km/h).

### Bewaffnung
Die Hauptbewaffnung der Repulse bestand aus vier 343-mm-Geschützen in zwei Zwillingsgeschützbarbetten je eine vor und hinter den Aufbauten. Jede Kanone war mit 80 Schuss bestückt. Die von diesen Geschützen abgefeuerten 570 kg schweren Granaten konnten mit einer Ladung von 290 kg rauchlosem prismatischem Pulver 711 mm Schmiedeeisen auf 910 m durchschlagen. Die Geschütze hatten bei einer maximalen Elevation von 13,5° und einer Mündungsgeschwindigkeit von 614 m/s eine Reichweite von 10.930 m. Die Sekundärbewaffnung bestand aus zehn 152-mm-Schnellfeuergeschützen in Kasematten, fünf auf jeder Breitseite. Die Kanonen hatten bei einer maximalen Elevation von 15° und einer Mündungsgeschwindigkeit von 680 m/s eine Reichweite von 9.140 m. Zur Abwehr von Torpedobooten waren sechzehn 57-mm- und zwölf 47-mm-Hotchkiss-Kanonen sowie acht 8-mm-Maxim-Maschinengewehre installiert. Außerdem verfügte die Royal-Sovereign über sieben Torpedorohre mit 457 mm Durchmesser.

### Panzerung
Die Repulse hatte einen Panzergürtel aus Compoundpanzerung. Er erstreckte sich über 76 m von der vorderen zur achteren Barbette. Mittschiffs war er zwischen 457 mm dick und verjüngte sich nach vorn und achtern auf 356 mm, wo er in 406 mm starke Querschotten vorn und 356 mm achtern endete. Darüber verlief ein 101 mm dicker Plankengang, der sich mittschiffs 46 m von der Innenseite der vorderen bis zur Innenseite der Barbette achtern erstreckte.
Die Barbetten waren zwischen 406 und 431 mm dick. Die Kasematten der 152-mm-Kanonen waren mit 101 mm gepanzert. Der vordere Kommandoturm war mit 304 bis 355 mm gepanzert und der hintere war rundherum mit 76-mm-Panzerplatten geschützt. Das Schiff hatte zwei gepanzerte Decks mit einer Panzerung von 64 mm und 76 mm.